# Куйганъяр
Куйганъя́р (узб. Kuyganyor / Куйганёр) — городской посёлок, административный центр Андижанского района Андижанской области Узбекистана.

## География
Куйганъяр расположен на правом берегу реки Карадарья, в 10 км на север от Андижана. В посёлке расположена железнодорожная станция — Куйган-Яр и насосная станция на Большом Ферганском канале.

## Население
Население на 1989 год — 8426 человек.
Население на 2001 год — 9200 человек.